# HSBC

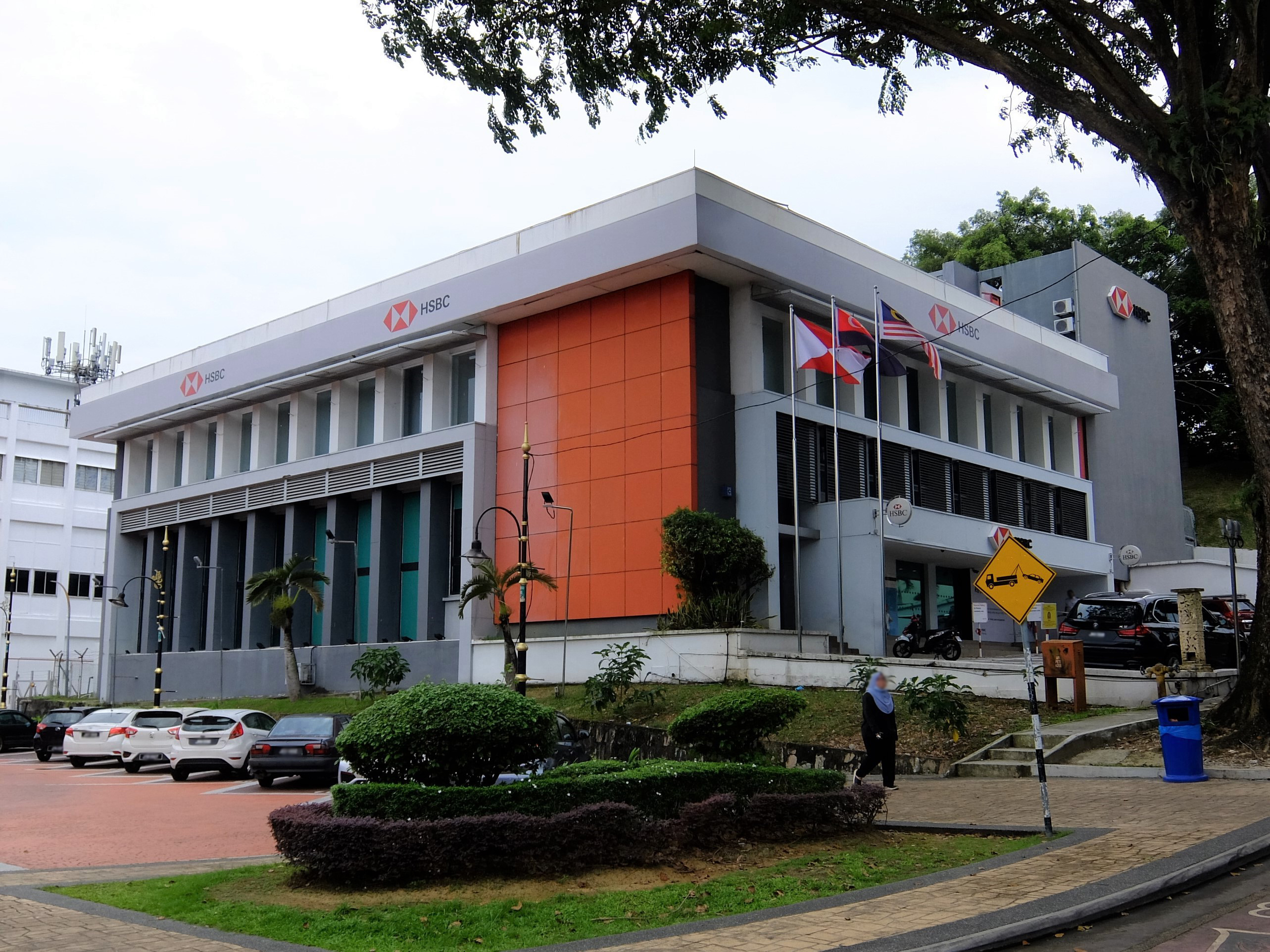
HSBC.

HSBC Holdings plc är en brittisk bankkoncern som räknas som en av världens största inom sin bransch. Den har sitt högkvarter i London. Namnet kommer ursprungligen från The Hongkong and Shanghai Banking Corporation Limited.
År 2012 uppstod misstankar mot banken för pengatvätt av pengar till terroristorganisationer och drogkarteller. Istället för att ställa bankens företrädare inför rätta enligt gällande terror- och droglagstiftning valde USA:s justitiedepartement att förlikas mot en summa på 1,92 miljarder USD som betalades av HSBC. På så vis undgick HSBC att förklaras skyldig och att riskera förlora sin bankoktroj i USA. Storbritanniens finansminister George Osborne skyddade HSBC genom att skriva till Ben Bernanke, ordföranden för USA:s centralbank och varnade för konsekvenserna för Europas och Asiens finansmarknader om bankens ledarskap åtalades.